# Rio Bădărini
O Rio Bădărini é um rio da Romênia afluente do rio Ortoaia, localizado no distrito de Suceava.